# Gründerwettbewerb – IKT Innovativ
Das Bundesministerium für Wirtschaft und Energie (BMWi) unterstützte mit dem Gründerwettbewerb – IKT Innovativ von 2010 bis 2015 Unternehmensgründungen, bei denen innovative Informations- und Kommunikationstechnik zentraler Bestandteil des Produkts oder der Dienstleistung der Teilnehmer war. Der jeweils halbjährlich stattfindende Wettbewerb bot Preisgelder als Startkapital für eine Unternehmensgründung. Alle Preisträger erhielten ein Coaching. Der Nachfolger des Wettbewerbs ist seit 2016 der Gründerwettbewerb – Digitale Innovationen. Mit der Durchführung des Wettbewerbs war, wie bereits beim Vorgänger, dem „Gründerwettbewerb – Mit Multimedia erfolgreich starten“, die VDI/VDE Innovation + Technik GmbH (VDI/VDE-IT) beauftragt. Die Preisverleihungen fanden jeweils jährlich auf der CeBIT in Hannover sowie auf der IFA in Berlin statt. Zusätzlich wurden die Preisträgerteams in den Jahren 2011, 2012, 2013 und 2015 beim Kongress „Junge IKT-Wirtschaft“ für die „IKT-Gründung des Jahres“ des Bundeswirtschaftsministeriums berücksichtigt.

## Wettbewerb
In jeder Wettbewerbsrunde wurden bis zu sechs Gründungsideen mit Hauptpreisen von jeweils 30.000 Euro ausgezeichnet. Dabei sollte das Preisgeld als Startkapital für eine Unternehmensgründung dienen. Ein Teilbetrag in Höhe von 6.000 Euro wurde  nach der Preisverleihung ausgezahlt. Die restliche Auszahlung in Höhe von 24.000 Euro wurde an die konkrete Unternehmensgründung in Form einer GmbH oder einer AG mit Sitz in Deutschland gebunden. 
Die unabhängige Jury bestand aus Vertretern von Wirtschaft und Wissenschaft, die dem Bundesministerium für Wirtschaft und Technologie, zuletzt Bundesministerium für Wirtschaft und Energie, bei der Entscheidungsfindung geholfen haben. 
Bewertet wurden nachfolgende Kriterien: Innovationshöhe der Gründungsidee, Marktpotenzial und Wettbewerbsfähigkeit des Produkts bzw. der Dienstleistung, Umsetzbarkeit des Gründungskonzepts und Qualifikationen und Erfahrungen der Teilnehmer bzw. des Teams. Neben der finanziellen Förderung waren auch das Coaching und die Beratung der Gründer ein wesentlicher Bestandteil des Wettbewerbs. 
Im ersten Schritt fand ein Strategieworkshop statt, bei dem die Gründungsideen der Teilnehmer hinsichtlich ihrer Stärken und Schwächen sowie Chancen und Risiken analysiert wurden. Anschließend wurden die Preisträger vor Ort von Experten des bundesweiten Coaching-Netzwerks zu ihren konkreten Fragestellungen beraten und in speziellen Seminaren wurden vertiefende Kenntnisse zu Themen wie Kommunikation, Onlinemarketing und rechtlichen Aspekten der Unternehmensführung oder Finanzakquisition vermittelt.

## Teilnahmevoraussetzungen
Zur Teilnahme waren alle Personen mit dem Wohnsitz in Deutschland berechtigt, die beabsichtigten ein Unternehmen in Deutschland zu gründen.
Eine schon erfolgte Gründung der Teilnehmer in Form einer GmbH oder einer AG durfte bei der Registrierung maximal vier Monate zurückliegen. Ausgenommen von dieser Regel waren Unternehmergesellschaften (UG).

## Preisträger

### Runde 01/2015

#### Hauptpreisträger
- GraphHopper
- Innsystec
- MiCROW
- Sensape
- Toposens

#### Preisträger
- AmbiGate (e-Reha)
- bat bioacoustictechnology
- calovo
- Conbox
- Desaia
- evalu.run
- InfiniScreen
- ParkHere
- QMedify
- skillconomy
- Trustami[7]
- virtualQ[8]

### Runde 02/2014

#### Hauptpreisträger
- Chromosome Industrial
- ENIT Agent für industrielles Energiemanagement
- ioxp
- LowoTec
- Sicoya
- Teraki

#### Preisträger
- accu:rate
- BCB
- CowHow
- easierLife
- EvoPal
- IDEALearning
- OPAL
- PIXSY
- plasma
- TruPhysics
- volatiles

#### Gewinner des Sonderpreises
- Teraki[9]

### Runde 01/2014

#### Hauptpreisträger
- Asaphus Vision
- blick. (später umbenannt in EYEVIDO)
- MESHINE
- payever
- pixolus
- Telocate

#### Preisträger
- 3YOURMIND
- adnymics
- ambiact
- Augletics
- bankmark
- Digital Shop Assistant
- EDGE
- FabCab
- QuantifiedCode
- Uberchord
- Webpgr

#### Gewinner des Sonderpreises
- InnoStrukt 3D[10]

### Runde 02/2013

#### Hauptpreisträger
- Coire
- FOVEA
- OKINLAB,
- Sablono

#### Preisträger
- cartmi
- Consetto
- CrowdPatent
- enziano
- Katana Simulations
- LEET GROUP
- modelogiq
- Motion Intelligence
- shoutr
- SPOTROCKER
- StrataTherm
- unired
- yuNote

#### Gewinner des Sonderpreises
- DVISUS
- FOVEA
- unired
- Werth Auditor[11]

### Runde 01/2013

#### Hauptpreisträger
- Additive Manufacturing Solutions (AMS)
- ArtiMinds Robotics[12]
- Comnovo
- Secure Call Authentication (SECCO)

#### Preisträger
- ADDACT
- Augsilium
- FoodLoop – Save It All!
- Gastfreund
- makeapoint
- Melodicus
- OpenPSP
- smartPLANTS

#### Gewinner des Sonderpreises
- Lumenaza – Die Stromgemeinschaft[13]

### Runde 02/2012

#### Hauptpreisträger
- solvertec
- The Captury
- TOWI Solutions
- VMMInspector

#### Preisträger
- 3D Gesten
- Bettervest.com
- GYMWATCH
- NUNAV
- PreisAnalytics
- SUPA wireless
- Tinnitracks
- tvib
- voice-choice
- WebMate
- Xtreem Storage Systems
- Zertisa

#### Gewinner des Sonderpreises
- DocRAID
- Novolution forum
- Terminbuddy[14]

### Runde 01/2012

#### Hauptpreisträger
- BASELABS
- hapticom
- ImmerSight
- Kinematics
- Panoramawurfkamera

#### Preisträger
- Apus Systems
- Articoo
- AUDIO EGGS
- BluePatent
- dot product
- eventpal
- KisiBox
- Leverton
- Protonet-Box
- Releveo
- Testbirds.de
- Trinckle 3D
- Yopegu

#### Gewinner des Sonderpreises
- Emobility2go[15]

### Runde 02/2011

#### Hauptpreisträger
- A°VE
- Buddy-Watcher
- Easy Listen
- HEADPHONE SURROUND 3D
- nubedian
- TestObject

#### Preisträger
- CodeSustainable
- EVIONICS
- gestigon
- Implisense
- InReal
- PerfectPrintPattern
- SIListra
- SOPAT
- Symonics

#### Gewinner des Sonderpreises
- fitcontext
- SimuCloud
- twofloats[16]

### Runde 01/2011

#### Hauptpreisträger
- EVISCAN
- Hojoki
- Intelligent Imaging Solutions
- Phenospex
- Timing Architects

#### Preisträger
- architools 3D
- audriga
- CASitory
- CreativeQuantum
- openNewspaper,
- SlateBoard
- synchronite
- Verxo

#### Gewinner des Sonderpreises
- audriga
- Intelligent Imaging Solutions
- PATTERM
- Pockets United[17]

### Runde 01/2010

#### Hauptpreisträger
- TRIFENSE
- Trikoton,
- unserAller
- UPcload
- Virtenio

#### Preisträger
- a2bme
- Bookoya.com
- Couture Society
- Ecosia
- Insius
- Klickfilm
- Motivado
- SmartNotification
- spectaculair
- tagwerk
- Userlutions
- VEDENTO,
- viseto

#### Gewinner des Sonderpreises
- Ecosia[18]